# Ussinguita
La ussinguita és un mineral de la classe dels fil·losilicats. Va ser descoberta l'any 1914 a Narsaq (Groenlàndia), sent nomenada així en honor de Niels Viggo Ussing, professor de mineralogia danès.

## Característiques químiques
És un alumino-silicat hidroxilat de sodi, antigament considerat tectosilicat però que estudis cristal·logràfics més recents mostren estructura de fil·losilicat.
A més dels elements de la seva fórmula, sol portar com a impureses: calci, potassi, clor, aigua i sofre.

## Formació i jaciments
És un mineral que es forma com a secundari en pegmatites associades a sienita amb Sodalita. També s'ha trobat en xenòlits amb sodalita en un complex gabre-sienita alcalí intrusiu.
Es pot distingir de la sodalita per l'absència de fluorescència.
Sol trobar-se associat a altres minerals com: microclina, natrolita, egirina, albita, sodalita, vil·liaumita, lovozerita, eudialita, lueshita, griceita o natrofosfat.